# Всеволожский, Алексей Дмитриевич

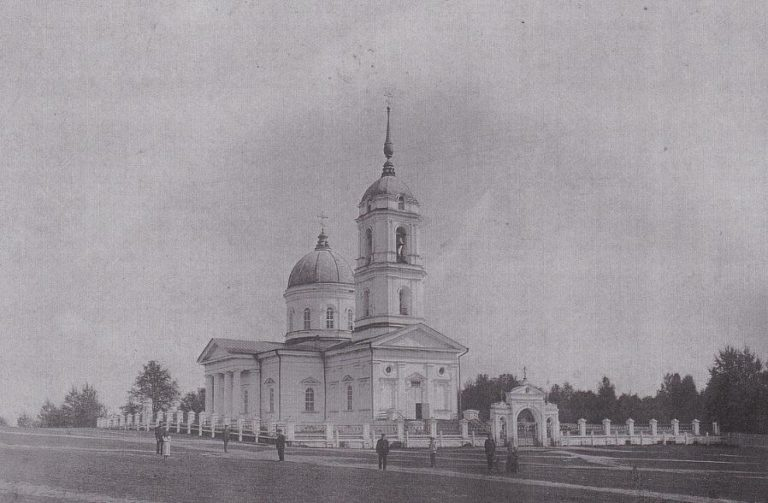
Свято-Троицкая церковь в Пожве. 1900-е годы

Алексей Дмитриевич Всеволожский — (26 мая (7 июня) 1853, Пожва, Соликамский уезд, Пермская губерния — 30 августа (11 сентября) 1887, Женева, Швейцария) — коллежский секретарь Министерства императорского двора в звании камер-юнкера.

## Биография
Алексей Дмитриевич родился на Урале, в имении Пожва Соликамского уезда Пермской губернии. Дата рождения в различных источниках указана 24 или 26 мая 1853 года. Отец — представитель младшей ветви дворянского рода Всеволожских, отставной штабс-ротмистр Дмитрий Александрович Всеволожский, мать — княжна Екатерина Николаевна Трубецкая.
Крещение Алексея состоялось 6 июня 1853 года в пожевской Свято-Троицкой церкви. Восприемниками стали: дед новорожденного по материнской линии гофмейстер Императорского двора тайный советник князь Николай Иванович Трубецкой, дед новорожденного по отцовской линии действительный статский советник Александр Всеволодович Всеволожский, сестра отца Екатерина Александровна Всеволожская и жена брата отца, Владимира Александровича Всеволожского — Анастасия Васильевна Всеволожская (урожд. Суровщикова).
- 1874—1875 годы — сверхштатный чиновник Главного (Московского) архива МИДа. С 31 марта 1874 года — коллежский регистратор. C 1 мая 1875 года — в отставке по собственному прошению.
- 1876—1877 годы — вновь на службе коллежским регистратором, состоит в IV отделении Собственной Его Величества канцелярии сверх штата.
- 1878 год — губернский секретарь в IV отделении Собственной Его Величества канцелярии сверх штата.
- 1879—1880 годы — губернский секретарь, причислен к Министерству императорского двора.
- 1881—1883 годы — коллежский секретарь, причислен к Министерству императорского двора.
- 1884—1887 годы — коллежский секретарь, причислен к Министерству императорского двора, в звании камер-юнкера[3][4].

Умер в Женеве. Похоронен в Москве на кладбище Новодевичьего монастыря, могила не сохранилась.

## Семья
Алексей Дмитриевич Всеволожский был женат (1884) на Лидии Михайловне Устиновой (1860—1890), дочери Михаила Григорьевича Устинова и Сюзанны Дюбэль (Dubail). Венчание проходило в Москве в домовой церкви в Большом Знаменском переулке. По воспоминаниям двоюродного брата невесты М. М. Осоргина: «жених не обещал многого для семейного счастья: это был человек, много поживший и положительно впавший в детство; вид его был вид глубокого старика».
Супруги жили в Санкт-Петербурге на Гагаринской набережной (совр. наб. Кутузова) в доме № 20. Жена занималась благотворительностью, она возглавляла Второе убежище Московско-Нарвского отдела общества попечения о бедных и больных детях.
У них было двое детей: сын Михаил и дочь Екатерина, которые умерли во младенчестве 8 сентября 1888 года.

## Награды
- Медаль «В память священного коронования их императорских величеств» (бронзовая)[4]